# Cirene (mitología)

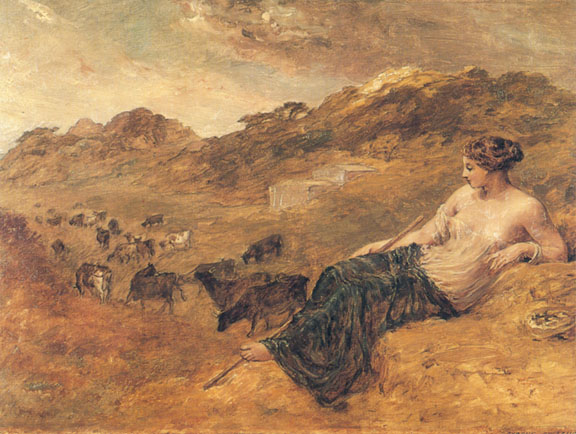
Edward Calvert (1799 – 1883): Cirene y el ganado (Cyrene and Cattle, 1830-50).

En la mitología griega, Cirene (griego antiguo Κυρήνη) era una ninfa tesalia, hija de Hipseo, rey de los lápitas, quien la engendró junto a Clidánope. Otros dicen que era hija del Peneo. Ovidio sugiere que Apolo tomó la forma de león para raptar a Cirene  o bien la transportó de Tesalia a Libia en un carro tirado por cisnes.
Cirene renunció a las labores propias de las mujeres y se dedicó a llevar una vida salvaje, vigilando los rebaños de su padre en los bosques del Pindo. En una ocasión en la que tuvo que lidiar contra un león, Cirene luchó contra él y lo dominó. Esta hazaña llamó tanto la atención del dios Apolo que este se enamoró de ella, la raptó mientras apacentaba sus ovejas y se la llevó hasta el norte de Libia, donde fundó la ciudad de Cirene en su honor, situada cerca de la actual Shahhat (Libia). Tuvieron un hijo al cual le dieron el nombre de Aristeo.
Ciertos relatos ubicaban el lugar donde vivía Cirene en un abismo situado junto a las fuentes sagradas donde nacía el río Peneo, en Tesalia. Sólo Higino dice que la madre Idmón, el adivino de los argonautas, era la ninfa Cirene; pero el padre del héroe fue Apolo o bien Abante. Una versión oscura dice que de Apolo y Cirene también nació un tal Autuquio.